# Cerro Negro de Mayasquer
Cerro Negro de Mayasquer je neaktivní stratovulkán převážně andezitovo a dacitového složení, nacházející se na hranicích Ekvádoru a Kolumbie. Jeho vrchol je ukončen kalderou, v rámci které se nachází menší jezírko. V okolí jezírka jsou aktivní Solfatary. Hlášení erupce z roku 1936 bylo pravděpodobně mylné (skutečným původcem byla ekvádorská sopka Reventador).